# Fearless
Fearless, musikalbum av Francis Dunnery. Albumet utgavs 1994 av Atlantic Records.

## Låtar på albumet
1. American Life In The Summertime
2. Homegrown
3. Fade Away
4. Climbing Up The Love Tree
5. What's He Gonna Say
6. Feel Like Kissing You Again
7. King Of The Blues
8. Everyone's A Star
9. Couldn't Find A Reason
10. New Vibration
11. Good Life